# フランクリン・ルーズベルトの演説 (1942年9月16日)
フランクリン・ルーズベルトの演説 （フランクリン・ルーズベルトのえんぜつ）では、1942年9月16日、アメリカ合衆国のフランクリン・ルーズベルト大統領がワシントン海軍工廠で行った演説について、記述する。この演説は、「ノルウェーを見よ」演説（「ルック・トゥ・ノールウェイ」スピーチ、英：”Look to Norway” Speech ）と呼ばれている。

## 概要
この演説は、第二次世界大戦中の1942年、ワシントンD.C.南東部のワシントン海軍工廠において、ノルウェー海軍艦艇「コング・ホーコン7世」の引渡し式の際に、ルーズベルト大統領が行った演説である。大統領は、演説で「もしこの戦争を戦う理由が未だにわからない人がいたら、「ノルウェーを見なさい」と言いましょう。もしこの戦争の回避が可能だったかもしれないという幻想を抱いている人がいたら、「ノルウェーを見なさい」と言いましょう。そして、もし民主主義の勝利への意志を疑う人がいたら、繰り返して言います、「ノルウェーを見なさい」と言いましょう」と述べ、ナチス・ドイツに抵抗を続けるノルウェーを称賛した。この演説は、第二次世界大戦中、ノルウェー以外の小国で抵抗するレジスタンス運動の戦士たちを勇気づけるだけでなく、ノルウェー本国や他のヨーロッパ地域を占領するドイツと戦うノルウェー人にとっても、大きな心のよりどころとなった。
ルーズベルト大統領は、既に1940年4月13日の演説でも、ノルウェーの抵抗運動を称賛していた。大統領のノルウェーに対する関心の高さは、ノルウェー王室のオーラヴ王太子とマッタ妃夫妻、駐米ノルウェー大使ヴィルヘルム・トルライフ・ヴォン・ムンテ・アフ・モルゲンスティールネによって築き上げられた良好な関係のおかげでもあった。
2005年、ノルウェー国王ハーラル5世がワシントン海軍工廠を訪れ、アメリカ合衆国とノルウェーの長きにわたる同盟関係を称えるイベントに参加した。イベントでは、ルーズベルト大統領の「ノルウェーを見よ」演説も再現された。このイベントは、アメリカ合衆国とノルウェーの外交関係樹立100周年を記念して催されたものである。

## 関連映画
1943年公開のハリウッド映画でエロール・フリンが主演する『暴力に挑む男』では、ノルウェーの架空の一漁村が、占領者であるドイツに対して武器を取って立ち上がる姿が描かれている。物語の最後で、町の中心部で大規模な戦闘が起こり、神父までもが機関銃を敵兵に向けて撃つ状況となる。その後、エンドクレジットとなるが、その際、「ノルウェーを見よ」演説がルーズベルト大統領に似せた声で読み上げられている。